# Пирогово 2-е
Пирогово 2-е — село в Щёкинском районе Тульской области России.
В рамках административно-территориального устройства является центром Пироговской сельской администрации Щёкинского района, в рамках организации местного самоуправления входит в сельское поселение Лазаревское.

## География
Расположено в 27 км к юго-востоку от железнодорожной станции города Щёкино.
Восточнее примыкает к селу Пирогово 1-е.

## История
В XIX веке село именовалось Малое Пирогово или Пирогово-Упское (Пирогово-на-Упе), чтоб отличить от ближнего Пирогова-Зыкова (ныне Пирогово 1-е). Длительный период Пироговым-Саповым владела семья помещиков Темяшевых. В 1828 году владельцем Пирогова стал Александр Алексеевич Темяшев, приходившийся отцу Льва Николаевича Толстого Николаю Ильичу троюродным братом. Лев Николаевич Толстой впервые побывал в Пирогово-Сапово десятилетним ребёнком. 26 марта 1837 году в Москве была заключена купчая на Пирогово-Сапово, и оно стало собственностью отца писателя. 
После 1847 года в разных долях его получили Сергей Николаевич Толстой с господским домом и конным заводом, и Мария Николаевна Толстая, часть земли за Упой и мельницу. В гостях у сестры Лев Николаевич работал над повестями «Юность» и «Казаки», «Отъезжее поле» и «Крейцерова соната». После ухода в монастырь Мария Николаевна продала землю крестьянам, а хутор уступила дочери брата Марии Львовне, вышедшей замуж за её внука. В 1999 году усадьба Малое Пирогово стала филиалом музея-усадьбы «Ясная Поляна».

## Население
| 2002 | 2010 |
| ---- | ---- |
| 42   | ↘28  |